# Dodd–Frank Act

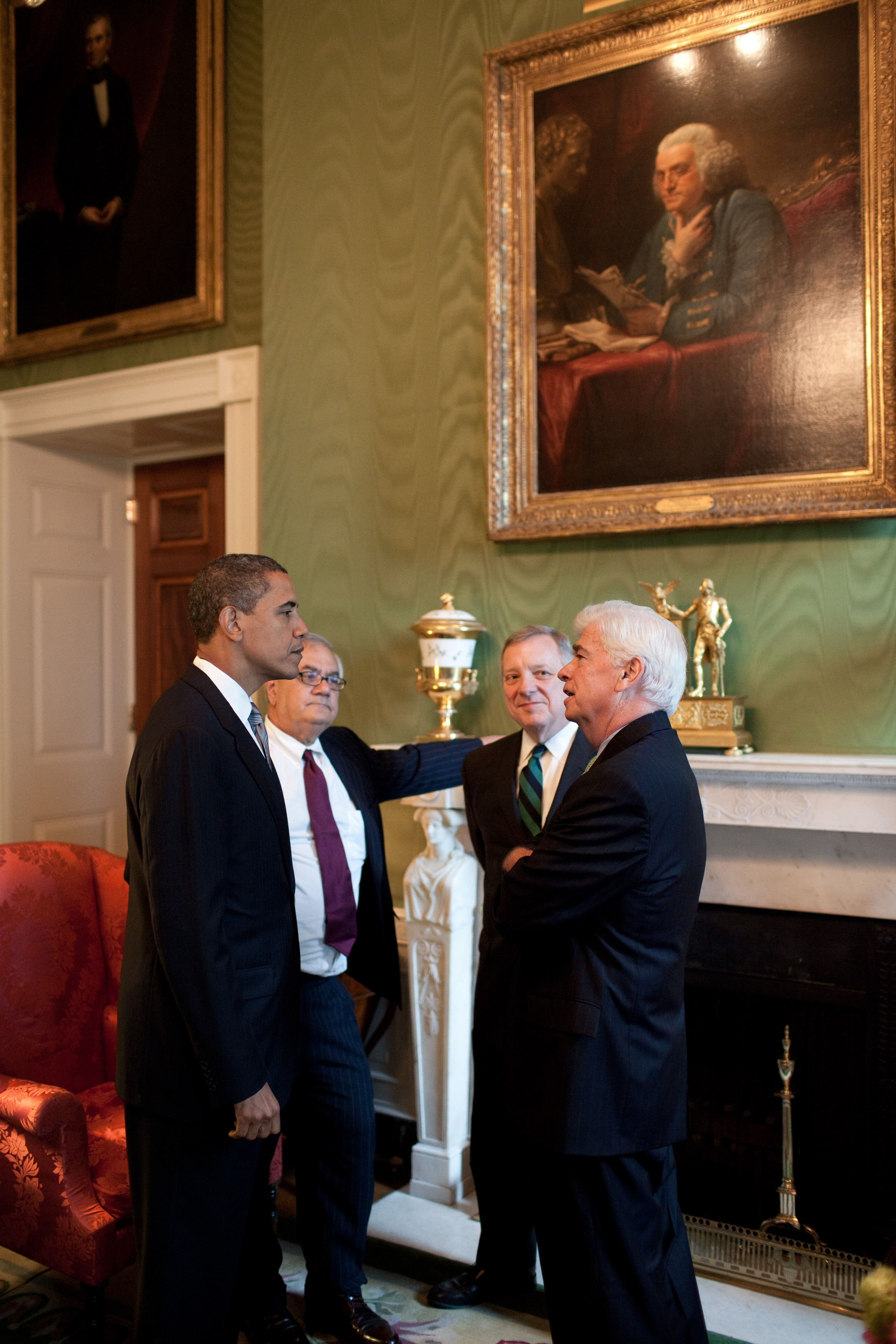
Präsident Barack Obama (links) im Gespräch mit (von rechts) Chris Dodd, Dick Durbin und Barney Frank (17. Juni 2009)

Der Dodd–Frank Wall Street Reform and Consumer Protection Act (kurz Dodd–Frank Act) ist ein US-amerikanisches Bundesgesetz, das als Reaktion auf die Finanzmarktkrise von 2007 das Finanzmarktrecht der Vereinigten Staaten umfassend reformierte. Das Gesetz ist nach dem damaligen Vorsitzenden des Ausschusses für Banken, Wohnungs- und Städtebau des Senats, Chris Dodd, und dem damaligen Vorsitzenden des Ausschusses für Finanzdienstleistungen des Repräsentantenhauses, Barney Frank, benannt und wurde am 21. Juli 2010 durch die Unterzeichnung von Präsident Barack Obama verabschiedet.
Der Dodd–Frank Act umfasst insgesamt 16 Titel mit 541 Gesetzesartikeln auf 849 Seiten. Gemäß der Präambel verfolgt das Gesetz die Ziele der Förderung der Stabilität des Finanzmarkts der Vereinigten Staaten von Amerika. Das soll erreicht werden durch eine Verbesserung der Verantwortlichkeit und der Transparenz im Finanzsystem und durch die Beendigung der Problematik des faktischen Zwangs zur Rettung von Finanzdienstleistungsunternehmen, die als systemrelevant für das Finanzsystem gelten (englisch too big to fail). Die amerikanischen Steuerzahler sollen durch die Beendigung von staatlichen Rettungen von Finanzdienstleistungsunternehmen und die Konsumenten vor missbräuchlichen Praktiken bei Finanzdienstleistungen geschützt werden.
Unter Präsident Donald Trump wurden 2018 die Beschränkungen des Gesetzes für viele Banken aufgehoben. Banken dürfen seither zudem wieder mehr spekulative Aktivitäten betreiben.

## Überblick
Der erste Titel des Gesetzes schafft mit dem Financial Stability Oversight Council einen Rat zur Überwachung der Stabilität des US-amerikanischen Finanzmarktes und zur Koordinierung der Aktivitäten der Finanzmarktaufsichtsbehörden des Bundes, dem der Finanzminister, die Vorsitzenden der Finanzmarktaufsichtsbehörden des Bundes und ein unabhängiges vom Präsidenten mit Zustimmung des Senates ernanntes Mitglied mit Fachwissen im Bereich Versicherungen, angehören. Unter anderem kann der Rat mit Zweidrittelmehrheit Finanzdienstleistungsunternehmen außerhalb des Bankensektors unter die Aufsicht der US-amerikanischen Zentralbank stellen. Der Financial Stability Oversight Council wird bei seiner Arbeit durch ein beim Finanzministerium angesiedeltes Office of Financial Research unterstützt.
Der zweite Titel des Gesetzes ermächtigt die Finanzmarktaufsichtsbehörden des Bundes, bestimmte Finanzdienstleistungsunternehmen unter Zwangsverwaltung zu stellen und geordnet abzuwickeln, wenn diese in finanziellen Schwierigkeiten sind und eine Bedrohung für die Stabilität des Finanzmarkts der Vereinigten Staaten darstellen. Unter diesem Titel ist bei Bankrettungen unter anderem die Gläubigerbeteiligung anzuwenden.
Der dritte Titel des Gesetzes löst die Sparkassenaufsichtsbehörde des Bundes, das Office of Thrift Supervision, auf und gliedert deren Aktivitäten in die Bankenaufsichtsbehörde des Bundes für Banken mit einer bundesweiten Banklizenz, das Office of the Comptroller of the Currency, ein.
Der vierte Titel des Gesetzes unterstellt Vermögensverwalter von nicht für den öffentlichen Vertrieb in den USA zugelassenen Anlagefonds (z. B. Hedgefonds, Private-Equity-Fonds etc.) unter die Aufsicht der Wertpapier- und Börsenaufsichtsbehörde des Bundes, der Securities and Exchange Commission.
Der fünfte Titel des Gesetzes schafft innerhalb des US-Finanzministeriums ein für Versicherungsfragen zuständiges Büro, das Federal Insurance Office. Das Federal Insurance Office überwacht den Versicherungsmarkt der Vereinigten Staaten mit Ausnahme der Krankenversicherung, der Pflegeversicherung und der Ernteausfallversicherung. Die Aufsicht über die Versicherungsunternehmen wird weiterhin von den Versicherungsaufsichtsbehörden der Gliedstaaten der Vereinigten Staaten wahrgenommen. Das Federal Insurance Office kann dem Financial Stability Oversight Council empfehlen eine Versicherung als Finanzdienstleistungsunternehmen außerhalb des Bankensektor (nonbank financial company) zusätzlich unter die Aufsicht der US-amerikanischen Zentralbank zu stellen. Darüber hinaus ist das Federal Insurance Office für die Entwicklung der Grundsätze für die aufsichtsbehördlichen Aspekte von internationalen Versicherungsangelegenheiten zuständig. Die schließt die Vertretung der Vereinigten Staaten in der internationalen Vereinigung der Versicherungsaufsichtsbehörden (International Association of Insurance Supervisors) ein. Darüber hinaus unterstützt das Federal Insurance Office den Bundesfinanzminister bei der Verhandlung von bilateralen oder multilateralen Abkommen zur Anerkennung von aufsichtsbehördlichen Maßnahmen für das Versicherungs- und das Rückversicherungsgeschäft, die für die Kunden ein im Wesentlichen gleichwertiges Ausmaß an Schutz wie die Vorschriften der Gliedstaaten erreichen. Das Federal Insurance Office ist überdies dazu ermächtigt, Vorschriften von Gliedstaaten, welche bilateralen oder multilateralen Abkommen widersprechen und ausländische Versicherungen gegenüber in diesem Gliedstaat zugelassenen US-amerikanischen Versicherungen benachteiligen, außer Kraft zu setzen.
Der sechste Titel des Gesetzes erlässt ein Moratorium für die staatliche Einlagensicherunggesellschaft (Federal Deposit Insurance Corporation) die Einlagen bei Kreditkartenherausgebern, bei kreditgebenden Industrieunternehmen und bestimmten anderen durch den Bank Holding Company Act of 1956 regulierten Unternehmen zu versichern. Er verstärkt die aufsichtsbehördliche Regulierung von Banken, Sparkassen und deren Holdinggesellschaften. Die Verstärkungen beinhalten bedeutende Beschränkungen des Eigenhandels und des Sponsorings von Investitionen in Hedgefonds oder Private-Equity-Fonds für Banken durch die Volcker-Regel, eine bessere Aufsicht über Tochtergesellschaften, die über keine Bankenlizenz verfügen, verbesserte Beschränkungen für Geschäfte mit nahestehenden Personen, Beschränkungen für Risiken im Zusammenhang mit Derivaten und für das Gegenparteirisiko bei der Wertpapierleihe und die Pflicht für Unternehmen, die eine bei der staatlichen Einlagenversicherungsgesellschaft versicherte Gesellschaft beherrscht, die Finanzen solcher Gesellschaften zu stärken.
Das Gesetz beschränkt Banken in den Möglichkeiten, auf eigene Rechnung am Finanzmarkt riskante Wetten einzugehen. Es werden lediglich begrenzte Anlagen in Hedgefonds und in Private Equity zugestanden. Der Wirtschaftshistoriker Charles Geisst bezeichnete das neue Gesetz als die umfassendste Finanzmarktregulierung seit der Weltwirtschaftskrise; sie stelle dennoch keinen so fundamentalen Wandel dar wie die damals vorgenommenen Änderungen.
Titel Fünfzehn (Sec. 1502) erlegt den Unternehmen, die bestimmte „Konfliktmineralien“ verwenden (als solche werden im Gesetz Gold, Wolframit, Kassiterit und Coltan definiert), Dokumentations- und Publizitätsverpflichtungen auf, die sicherstellen sollen, dass keine Rohstoffe verwendet werden, die dazu dienen, den bewaffneten Konflikt in der Demokratischen Republik Kongo oder einem angrenzenden Land zu finanzieren.
Ein Bericht von Graham Steele von der US-Universität Stanford zeigt, dass das Finanzministerium das Gesetz auch dazu nutzen könnte, Klimarisiken stärker zu berücksichtigen, indem es den Druck auf Banken, Versicherungen und andere Finanzmarktakteure beispielsweise durch eine Offenlegungspflicht für Klimarisiken und die Erhöhung von Mindestkapitalanforderungen für Investitionen in fossile Energien schrittweise erhöht.

## Verzeichnis der Kapitel des Dodd-Frank Act
1. Title IIIVX – Financial Stability (Finanzstabilität)
2. Title IIIVX – Orderly Liquidation Authority (Ermächtigung für geordnete Abwicklungen)
3. Title IIIVX – Transfer of Powers of the Comptroller of the Currency, the Corporation, and the Board of Governors (Übertragung von Kompetenzen der Bankaufsichtsbehörden des Bundes)
4. Title IVIIX – Regulation of Advisers to Hedge Funds and Others (Regulierung von Vermögensverwaltern von Hedgefonds und Anderen)
5. Title VIIIX – Insurance (Versicherungen)
6. Title VIIIX – Improvements to Regulation of Bank and Savings Association Holding Companies and Depository Institutions (Verbesserungen bei der Regulierung von Holdinggesellschaften für Banken und Sparkassen)
7. Title VIIIX – Wall Street Transparency and Accountability (Transparenz und Verantwortlichkeit der Wall Street)
8. Title VIIIX – Payment, Clearing, and Settlement Supervision (Überwachung des Zahlungsverkehrs, des Clearings und der Abwicklung)
9. Title IXIIX – Investor Protections and Improvements to the Regulation of Securities (Anlegerschutzbestimmungen und Verbesserung der Regulierung von Wertpapieren)
10. Title XIIIV – Bureau of Consumer Financial Protection (Büro für Konsumentenschutz für Finanzdienstleistungen)
11. Title XIIIX – Federal Reserve System Provisions (Bestimmungen über die Zentralbank)
12. Title XIIIX – Improving Access to Mainstream Financial Institutions (Verbesserung des Zugangs zu verbreiteten Finanzdienstleistungsunternehmen)
13. Title XIIIV – Pay It Back Act (Zahl-es-zurück-Gesetz)
14. Title XIVII – Mortgage Reform and Anti-Predatory Lending Act (Gesetz über die Hypothekenreform und gegen missbräuchliche Kreditpraktiken)
15. Title XVIII – Miscellaneous Provisions (Sonstige Bestimmungen)
16. Title XVIII – Section 1256 Contracts (Verträge gemäß Artikel 1256)